# Јауко (Порторико)
Јауко (шп. Yauco) је општина у америчкој острвској територији Порторико, острвској држави Кариба.

## Демографија
По попису из 2010. године број становника је 42.043, што је 4.341 (-9,4%) становника мање него 2000. године.
| Група             | 2000.          | 2010.          |
| Белци             | 228 (0,5%)     | 161 (0,4%)     |
| Афроамериканци    | 1.803 (3,9%)   | 2.482 (5,9%)   |
| Азијати           | 50 (0,1%)      | 35 (0,1%)      |
| Хиспаноамериканци | 46.097 (99,4%) | 41.831 (99,5%) |
| Укупно            | 46.384         | 42.043         |